# Pitho aculeata
Pitho aculeata is een krabbensoort uit de familie van de Mithracidae. De wetenschappelijke naam van de soort is voor het eerst geldig gepubliceerd in 1850 door Gibbes.